# Aeroportul Jingdezhen Luojia
Aeroportul Jingdezhen Luojia (IATA: JDZ, ICAO: ZSJD) este un aeroport din Jingdezhen⁠(d), Jiangxi, Republica Populară Chineză ce deservește zona Jingdezhen⁠(d). Aeroportul a fost tranzitat în 2022 de 214.810 pasageri.
Situat la o altitudine de 34 m, aeroportul dispune de o singură pistă.